# The Palace of Auburn Hills
The Palace of Auburn Hills (parfois appelé simplement The Palace) est une salle omnisports située à Auburn Hills, dans la banlieue nord de Détroit, dans l'État du Michigan. Construite en 1988, elle est démolie en 2020.
À partir de 1988 jusqu'en 2017, la salle est le parquet des Pistons de Détroit de la National Basketball Association. De 1998 à 2009, les Shock de Detroit de la Women's National Basketball Association y jouèrent avant d'être transférés à Tulsa. Les anciens locataires du Palace of Auburn Hills étaient les Vipers de Détroit (Ligue internationale de hockey) entre 1994 et 2001, les Detroit Safari (Continental Indoor Soccer League) entre 1994 et 1997, les Detroit Rockers (National Professional Soccer League) entre 1997 et 2001, puis les Detroit Fury (Arena Football League) entre 2001 et 2004. Sa capacité est de 22 076 places pour le basket-ball, ce qui en fait la plus grande arène de la NBA devant le United Center de Chicago. Elle organise aussi des concerts avec une capacité maximum de 24 276 places. La salle possède 193 suites de luxe, 1 000 sièges de club et est entourée d'un parking pouvant contenir 8 400 places.

## Histoire
Avant l'ouverture du Palace of Auburn Hills, les Pistons de Détroit n'avaient aucune salle appropriée. De 1957 à 1978, l'équipe a joué dans le Detroit Olympia et la Cobo Arena, tous les deux sont considérés comme trop petits pour la NBA. En 1978, le propriétaire de la franchise, William Davidson, choisit de ne pas installer son équipe dans la nouvelle arène, le Joe Louis Arena, construite pour les Red Wings de Détroit. À la place, il choisit de replacer l'équipe au Pontiac Silverdome, un immense stade construit pour le football américain, où elle est demeurée jusqu'en 1988.
La salle fut inaugurée le 13 août 1988 à Auburn Hills pour 70 millions de dollars et son actionnaire principal est William Davidson (propriétaire des Pistons de Détroit, des Shock de Detroit et du Lightning de Tampa Bay). Les architectes qui ont planifié l'arène sont de la firme Rossetti Associates/Architects Planners. Son adresse d'origine était le 3777 Lapeer Road, alors qu'à présent c'est le 5 Championship Drive. The Palace of Auburn Hills est une des quatre arènes de la NBA à ne pas porter le nom d'une entreprise ou d'une firme. La capacité de l'arène est passée de 21 454 à 22 076 places en 1997. Pendant la saison 2004-2005, la salle a eu une affluence totale de 905 119 spectateurs (soit 22 076 spectateurs pendant les 41 rencontres à domicile), ce qui en fait l'une des plus élevées des États-Unis.
L'arène a organisé de nombreux évènements comme des tournois de catch de la WWE. Le 30 août 1993, la sixième édition du SummerSlam se déroula dans la salle devant 23 954 spectateurs.
Le Palace fut le lieu d'une des bagarres les plus célèbres dans l'histoire du sport professionnel, impliquant les membres des Pistons, des Pacers de l'Indiana et des supporters. Pour certains, il est appelé Malice at the Palace.

### «Pacers-Pistons brawl»
Le 19 novembre 2004, les Pistons reçoivent les Pacers au Palace dans un match qui met aux prises deux des équipes les plus rugueuses de la ligue. Les Pacers sont sur le point de s’imposer quand Ron Artest commet une faute grossière sur Ben Wallace. Une explication musclée s’ensuit avant qu’un gobelet en plastique ne soit envoyé des tribunes vers Artest. Ce dernier, fou furieux, se rue dans les gradins suivi par Stephen Jackson et Jermaine O'Neal, entraînant une bagarre générale entre joueurs et spectateurs. Le match ne reprendra pas et Artest sera suspendu pour le reste de la saison en tant qu’instigateur de ce que les journalistes appelleront le « basket-brawl » (brawl signifiant bagarre en anglais).

## Suites de luxe
Le Palace a été construit avec 180 suites de luxe, ce chiffre était considéré comme exorbitant quand il a été ouvert, mais les suites se sont maintenues louées presque dans la totalité depuis lors. En décembre 2005, cinq suites ont été ajoutées au niveau du sol, chacune d'elles avec 42 mètres² et un prix de location de 450 000 dollars/an. En février 2006, huit nouvelles suites ont été ouvertes. Elles ont une surface entre 74 et 112 mètres² avec un prix de 350 000 dollars par an.

## Avenir
Depuis le déménagement des Pistons au Little Caesars Arena en 2018, le Palace est complètement laissé à l'abandon, la ville de Détroit envisage la démolition tout comme la vétuste Joe Louis Arena. Même si l'amphithéâtre est âgé seulement de trente ans, il devient inutile puisque tous les événements sportifs et culturels prennent place désormais dans la nouvelle Arena. 
L'édifice est démoli en juillet 2020.

## Événements
- Concerts de Michael Jackson les 24, 25 et 26 octobre 1988 lors de son Bad World Tour
- NBA Finals, 1989, 1990, 2004 et 2005
- Concerts de Madonna (Blond Ambition Tour), les 31 mai et 1er juin 1990
- Concert de KISS (Hot In The Shade Tour), 14 octobre 1990
- WWE SummerSlam 1993, 30 août 1993
- Concert de Madonna (The Girlie Show), 21 octobre 1993
- Coupe Turner, 1997
- WCW World War 3, 23 novembre 1997
- WCW World War 3, 22 novembre 1998
- Concerts de Madonna (Drowned World Tour), les 25 et 26 août 2001
- WNBA Finals, 2003 et 2006
- Concert de Prince, 31 juillet 2004
- TNA Slammiversary VII, 19 avril 2009
- Concert de Lady Gaga, The Born This Way Ball Tour, 16 février 2013
- Concert de Demi Lovato (The Neon Lights Tour), 13 mars 2014

## Galerie

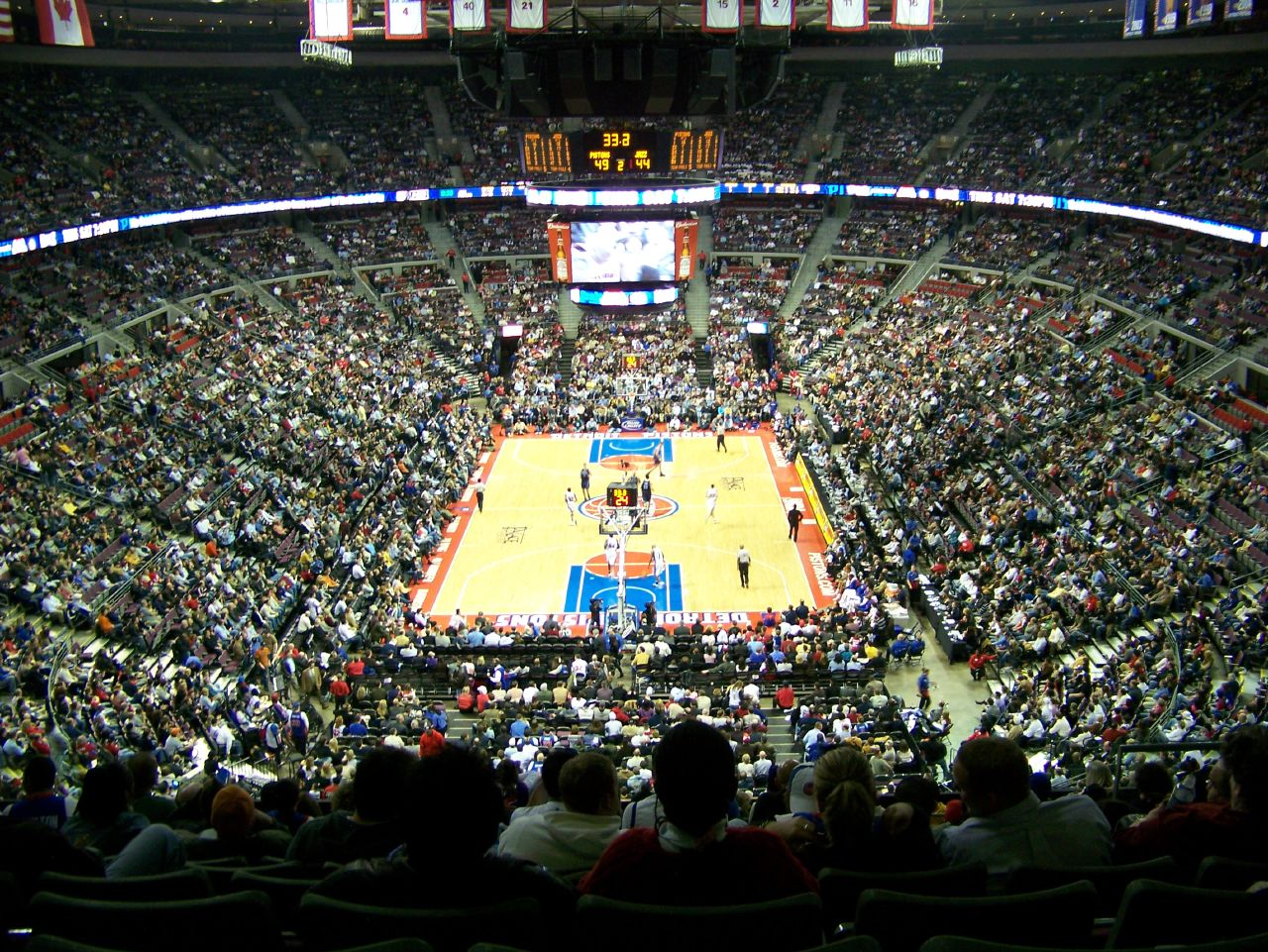
Vue intérieure
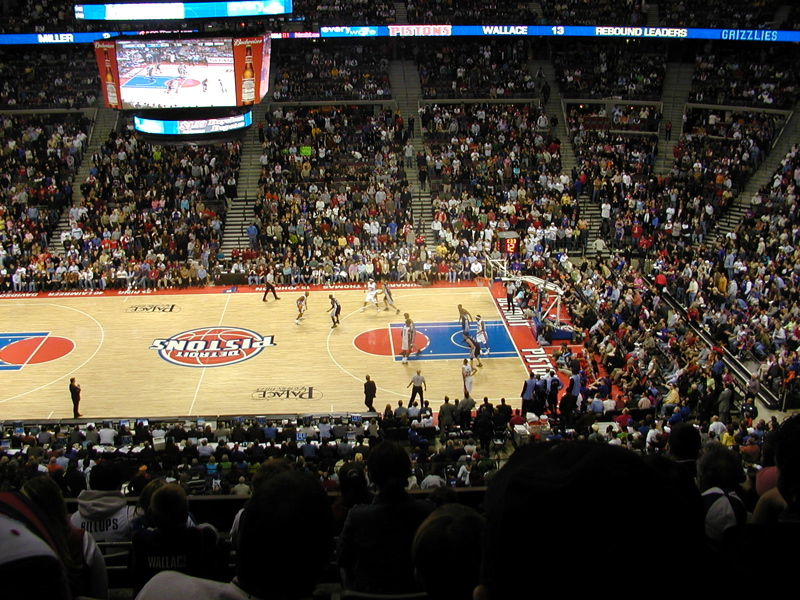
Antre des Pistons
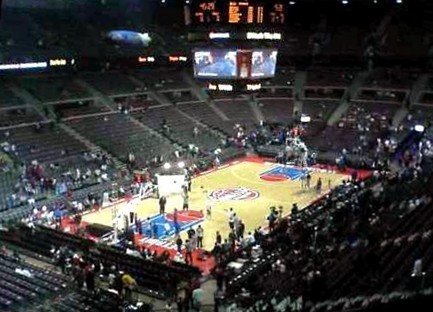
Le parquet
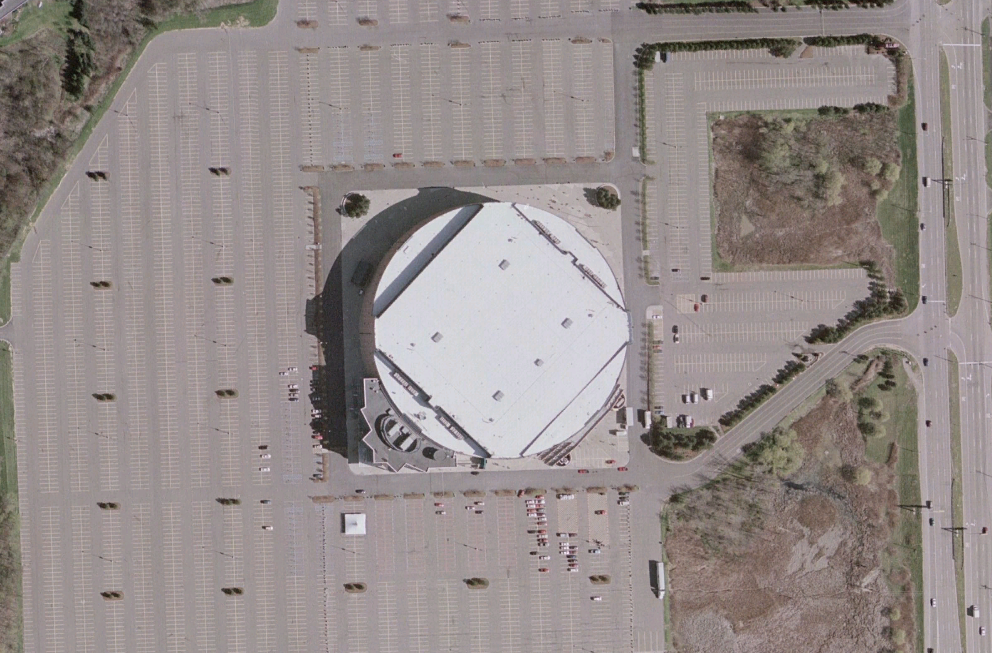
Image satellite